# Liste d'écrivains de langue ukrainienne par année de naissance
Cette liste chronologique d'écrivains de langue ukrainienne prétend recenser la totalité des écrivains de langue ukrainienne de l'époque moderne et contemporaine. Elle demande donc à être complétée.
Voir aussi la liste alphabétique d'écrivains de langue ukrainienne, et l'histoire de la littérature ukrainienne.

## avant 1700
- Youri Drohobytch (1450–1494), philosophe, savant, ethnographe.

## 1700-1800
- Ivan Kotliarevsky (1769–1838), poète et dramaturge
- Vassili Gogol-Ianovski (en) (1777–1825), poète et dramaturge
- Grigori Kvitka-Osnovianenko (1778–1843), dramaturge, romancier, nouvelliste, journaliste

## 1800-1850
- Tymko Padoura (en) (1801–1871), poète, auteur de chansons
- Alexandre Doukhnovitch (en) (1803–1865), poète, historien, ethnographe
- Mikhaïl Maximovitch (1804–1873), historien, éducateur, folkloriste
- Nikolaï Markevitch (en) (1804–1860), historien, ethnographe, poète
- Ossip Bodianski (en) (1808–1878), poète, mémorialiste, historien, ethnographe
- Ivan Vahylevytch (en) (1811–1866), poète, ethnographe
- Markian Chachkevytch (1811–1843), poète, traducteur
- Yevhen Hrebinka (1812–1848), poète, fabuliste, romancier, nouvelliste, traducteur
- Iakiv Holovatsky (1814–1888), historien, ethnographe, bibliographe, poète
- Taras Chevtchenko (1814–1861), poète, dramaturge, folkloriste, ethnographe
- Amvrossi Metlinski (en) (1814–1870), poète, ethnographe, éditeur
- Panteleïmon Koulich (1819–1897), romancier, critique littéraire, poète, folkloriste, historien, traducteur
- Leonid Hlibov (1827–1893), poète, fabuliste, écrivain pour enfants, éditeur
- Marko Vovtchok (1833–1907), nom de plume de Maria Aleksandrovna Vilinska, romancière, nouvelliste, traductrice
- Youri Fedkovitch (1834–1888), nouvelliste, poète, folkloriste, éditeur, traducteur
- Oleksandr Konysky (en) (1836–1900), nouvelliste, poète, éducateur, éditeur
- Ivan Netchouï-Levytsky (1838–1918), romancier, nouvelliste, dramaturge
- Pavlo Tchoubynsky (1839–1884), poète, ethnographe
- Mykhaïlo Starytsky (1840–1904), poète, romancier, dramaturge
- Panas Myrny (1849–1920), romancier, dramaturge
- Olena Ptchilka (1849–1930), poète, ethnographe, traductrice

## 1850-1900
- Natalia Kobrynska (1851–1920), nouvelliste et éditrice
- Ivan Franko (1856–1916), romancier, poète, critique littéraire, traducteur, journaliste
- Adrian Kachtchenko (en) (1858–1921), nouvelliste, historien, éditeur
- Dniprova Tchaïka (1861–1927), poète, nouvelliste, écrivaine pour enfants
- Lioubov Ianovska (1861–1933), nouvelliste, romancière, dramaturge
- Borys Hrintchenko (1863–1910), historien, poète, ethnographe
- Olha Kobylianska (1863–1942), romancier, nouvelliste, dramaturge
- Mykhaïlo Kotsioubynsky (1864–1913), romancier, nouvelliste
- Hrytsko Hryhorenko (1867–1924), nom de plume d'Olexandra Soudovchtchykova-Kossatch, poète, nouvelliste, traductrice, journaliste
- Ievhenia Iarochynska (1868–1904), journaliste, nouvelliste, traductrice, éditrice
- Vassyl Stefanyk (1871–1936), nouvelliste
- Volodymyr Hnatiouk (1871–1926), folkloriste, traducteur, ethnographe, journaliste
- Lessia Oukraïnka (1871–1913), poétesse, dramaturge, critique littéraire, essayiste
- Bohdan Lepky (1872–1941), poète, traducteur
- Ivan Stechenko (en) (1873–1918), poète, journaliste, éditeur, traducteur
- Marko Tcheremchyna (en) (1874–1927), nouvelliste, traducteur
- Serhi Iefremov (1876–1939), journaliste, critique littéraire
- Hnat Khotkevytch (1877–1938), romancier, nouvelliste, ethnographe, dramaturge
- Alexandre Olès (1878–1944), poète, dramaturge
- Volodymyr Barvinok (en) (1879–1943), historien, théologien, bibliographe
- Volodymyr Vynnytchenko (1880–1951), romancier, nouvelliste, dramaturge
- Marika Pidhirianka (en) (1881–1963), poétesse, écrivaine pour enfants
- Zénon Kouzélia (en) (1882–1952), journaliste, historien, éditeur
- Dmytro Dontsov (1883–1973), éditeur, journaliste, critique littéraire
- Ostap Vyshnia (1889–1956), nouvelliste, journaliste
- Mykola Zerov (1890–1937), poète, traducteur, critique littéraire
- Petro Franko (en) (1890–1941), romancier, mémorialiste, scénariste
- Pavlo Tytchyna (1891–1967), poète, traducteur
- Mykhaïl Semenko (1892–1937), poète, éditeur
- Mykola Koulich (1892–1927), dramaturge, poète
- Mykola Khvyliovy (1893–1933), poète, nouvelliste, romancier
- Viktor Platonovytch Petrov (en) (1894–1969), romancier, écrivain scientifique
- Vassyl Ellan-Blakytny (en) (1894–1925), poète, journaliste
- Mykhaïlo Ialovy (en) (1895–1937), romancier, poète, dramaturge, éditeur
- Maxime Rylski (1895–1964), poète
- Maïk Johansen (1895-1937), poète, écrivain en prose, dramaturge, traducteur, critique littéraire, linguiste
- Ivan Koulyk (en) (1897–1937), poète, traducteur
- Volodymyr Sossioura (1898–1965), poète

## 1900-1950
- Hryhorii Epik (1901–1937), romancier, nouvelliste, journaliste, scénariste, publiciste
- Valérian Pidmohylny (1901–1937), romancier, nouvelliste, traducteur, critique littéraire
- Yaroslav Halan (1902-1949), dramaturge, publiciste, journaliste, traducteur, homme de radio
- Mykola Bajan (1904–1983), poète, éditeur, traducteur
- Oulas Samtchouk (1905–1987), journaliste, publiciste
- Olexandr Kornitchouk (1905–1972), dramaturge, critique littéraire
- Olena Teliha (1906–1942), romancière, nouvelliste, dramaturge, traducteur, critique littéraire
- Ivan Bagriany (1906–1963), poète, romancier, essayiste
- Sophie Jablonska (1907-1971), récits de voyage
- Volodymyr Ianiv (en) (1908–1981), poète
- Vassyl Barka (1908–2003), poète, traducteur, critique littéraire
- Bohdan-Ihor Antonytch (1909–1937), poète, traducteur, éditeur
- Dmytro Blajeïovsky (en) (1910–2011), historien, théologien
- Fedir Odratch (en) (1912–1964), romancier, nouvelliste, mémorialiste
- Nikolaï Amossov (1913–2002), romancier, essayiste, écrivain médical
- Léonid Vycheslavsky (en) (1914–2002), poète, critique littéraire, traducteur
- Valentin Retchmédine (en) (1916–1986), romancier, journaliste, éditeur, critique littéraire
- Ihor Katchourovsky (en) (1918–2013), poète, traducteur, romancier, nouvelliste, journaliste
- Oles Hontchar (1918–1995), romancier, poète, nouvelliste, journaliste
- Hryhori Tioutiounnik (en) (1920–1961), poète
- Nadia Hordienko-Andrianova (1921–1998), journaliste, traductrice, biographe
- Volodymyr Malyk (en) (1921–1998), romancier
- Boris Tchitchibabine (en) (1923–1994), poète
- Pavlo Zahrebelnyï (1924–2009), romancier, nouvelliste
- Vira Vovk (1926-2022), poète, romancière, dramaturge, traductrice
- Dmytro Pavlytchko (1929–2023), poète, traducteur, scénariste
- Vsevolod Nestaïko (1930–2014), écrivain pour enfants
- Lina Kostenko (1930-), poétesse, romancière, écrivaine pour enfants
- Mykola Bakaï (en) (1931–1998), poète, auteur de chansons
- Emma Andiyevska (1931-), romancière, poétesse, nouvelliste
- Iouri Tarnavsky (en) (1934-) romancier, poète, dramaturge, traducteur, critique littéraire
- Vassyl Symonenko (1935–1963), poète, journaliste
- Ivan Dratch (1936-), poète, scénariste, critique littéraire
- Yevhen Houtsalo (1937–1995), poète, romancier, journaliste, écrivain pour enfants
- Nina Bitchouïa (en) (1937-), romancière, écrivaine pour enfants
- Volodymyr Houba (en) (1938-), poète
- Vassyl Stous (1938–1985), poète, publiciste
- Pavlo Movtchan (1939-), poète
- Ihor Kalynets (1939-), poète
- Roman Koudlyk (en) (1941-), poète, éditeur, critique littéraire
- Iryna Jylenko (1941-), poétesse, nouvelliste, écrivaine pour enfants
- Iouri Pokaltchouk (en) (1941–2008), poète, romancier, nouvelliste, traducteur, critique littéraire
- Volodymyr Iavorivsky (en) (1942-), romancier, nouvelliste, poète, journaliste
- Viktor Hrabovsky (en) (1942-), poète, traducteur, critique littéraire, journaliste
- Lydia Grigorieva (en) (1945-), poétesse
- Lioudmyla Skyrda (en) (1945-), poétesse, traductrice, critique littéraire
- Olena Tchekan (1946-2013), actrice, scénariste, éditrice, journaliste politique, activiste sociale, nouvelliste, éditorialiste, essayiste, féministe, humaniste
- Ivan Korsak (en) (1946-), poète, romancier, nouvelliste, journaliste, éditeur
- Moïsseï Fischbein (en) (1946-), poète, éditeur, traducteur
- Tryzouby Stas (en) (1948–2007), poète, auteur de chansons
- Oleh Lycheha (1949–2014), poète, dramaturge, traducteur
- Volodymyr Ivassiouk (1949–1979), poète, auteur de chansons

## 1950-2000
- Vasyl Chkliar (1951-), activiste politique.
- Lès Poderviansky (en) (1952-), dramaturge, poète
- Natalka Bilotserkivets (1954-), poète, dramaturge.
- Lioubov Sirota (en) (1956-), poète, essayiste, dramaturge, journaliste, traducteur.
- Lessia Stepovytchka (1952-), romancière et poétesse
- Myroslav Dotchynets (1959-), romancier, nouvelliste, journaliste
- Ivan Malkovytch (en) (1960-), poète, éditeur
- Iouri Androukhovytch (1960-), romancier, poète, nouvelliste, essayiste, traducteur
- Oksana Zaboujko (1960-), romancière, poétesse, essayiste
- Henry Lion Oldie (1963-), alias Oleg Ladyjenski et Dmitri Gromov.
- Volodymyr Tsyboulko (en) (1964-), poète.
- Ihor Pavliouk (1967-), poète, romancier, essayiste.
- Taras Prokhasko, 1968, journaliste écrivain.
- Halyna Petrosanyak (1969-), poétesse, écrivaine et traductrice.
- Taras Tchoubaï (en) (1970-), poète, chansonnier.
- Pavlo Haï-Nyjnyj (en) (1971-), poète, historien, écrivain scientifique, ethnographe.
- Mariana Savka (1973), autrice, traductrice et poétesse.
- Natalia Sniadanko (née en 1973), romancière, nouvelliste, journaliste, traductrice
- Halyna Kruk (née en 1974), écrivaine, poétesse, traductrice et critique littéraire
- Serhiy Jadan (1974-), poète, romancier, essayiste, traducteur
- Pavlo Arie (1975-), dramaturge, artiste conceptualiste et peintre
- Svitlana Kryvoroutchko (en) (1975-), journaliste, éditrice
- Svitlana Pyrkalo (en) (1976-), romancière, essayiste, éditrice, journaliste
- Ostap Slyvynsky (né en 1978), poète, essayiste
- Maryna Sokolian (en) (1979-), romancière, nouvelliste, dramaturge
- Serhiy Lechtchenko (1980-), journaliste, éditeur
- Irena Karpa (1980), chansonnière, journaliste
- Sofia Andrukhovych (1982-), romancière, traductrice, éditrice
- Olexi Iourine (en) (1982-), poète
- Kateryna Kalytko (1982-), poétesse, écrivaine, traductrice
- Maxime Kidrouk (en) (1984-), romancier, nouvelliste, écrivain voyageur
- Anastasïia Dmytrouk, (1991) poétesse, activiste.